# گروه آتشفشانی اولخووی
گروه آتشفشانی اولخووی (انگلیسی: Olkhovy Volcanic Group) یک کوه آتشفشانی در شبه‌جزیره کامچاتکای کشور روسیه است.